# على باب الوزير (فلم)
فيلم مصري رومانسي أنتاج 1982 بطولة: عادل إمام، يسرا، سعيد صالح، وصفية العمري
وإخراج محمد عبد العزيز.

## القصّة
يرتبط «كمال» و«نورا» بعلاقة حب قوية، ولكن والدها الجزار يرفض زواجهما بسبب الفروق الاجتماعية والحالة الاقتصادية السيئة لكمال ووالده «عبد الصمد»، ويقوم والد «نورا» بتلفيق قضية رشوة لعبد الصمد والد «كمال». من جانب آخر تقع «أنهار» جارة «كمال» في حبه، ولكنها تتزوج من «عبد الصمد» بعد سفر خطيبها «خميس» الذي خدعها وأوهمها بالزواج منها.
مساعد مخرج: عماد عبد العظيم
قصة وسيناريو: سمير عبد العظيم

## بطولة الفيلم
- عادل إمام: كمال
- سعيد صالح: خميس
- يسرا: نورا حلاوة العنتابلي
- أحمد راتب: عزوز
- أحمد بدير: دنداني
- صفية العمري: أنهار السيد متولي
- توفيق الدقن: عبد الصمد أفندي
- صلاح نظمي: حلاوة بيه العنتابلي
- عماد محرم: شردة
- هانم محمد: عمّة أنهار
- قيس عبد الفتاح: هاني، صديق غني لكمال وخميس
- سوسن ربيع
- سميحة محمد
- سمير حجاج
- لوسي
- إبراهيم قدري: أحد المرضى
- مختار السيد
- بدرية عبد الجواد: الممرضة
- حسان اليماني
- سيد علام
- محسن الصفتي
- صالح الاسكندراني
- توفيق الكردي
- عبد المنعم النمر
- نادر نور الدين
- أمين عنتر

## روابط خارجية
- مقالات تستعمل روابط فنية بلا صلة مع ويكي بيانات